# 宮川實
宮川 實（みやかわ みのる、1896年2月19日 - 1985年10月21日）は、日本のマルクス経済学者。「宮川 実」とも。

## 来歴
山口県出身、東京帝国大学卒業。河上肇に師事。和歌山高等商業学校教授を経て、1939年立教大学教授。1942年治安維持法違反により入獄。戦後立教大学に復職、労働者教育協会会長を務めた。

## 著作

### 単著
- 『経済学入門』研進社、1948年
- 『資本論講義』（全4巻＋別巻）青木書店、1969年[2]

### 共著
- （河上肇 著、宮川実 解題）『第二貧乏物語』三一書房、1948年[3]

### 単訳
- カール・マルクス『経済学批判』叢文閣、1926年
- アブラム・デボーリン（ロシア語版、英語版）『カントに於ける弁証法』（マルキシズム叢書 第5册）弘文堂、1926年12月
- カール・マルクス『労賃・価格および利潤』研進社（研進社対訳版 7）、1947年
- カール・マルクス『資本論』研進社　第一冊のみで中絶

### 共訳
- カール・マルクス（河上肇 共訳）『経済学批判序説』弘文堂書房（マルキシズム叢書 第6册）、1927年2月
- カール・マルクス（河上肇 共訳）『経済学批判』弘文堂書房、1927年11月
- カール・マルクス（河上肇 共訳）『資本論』岩波書店（岩波文庫既刊5冊で中絶）、1927年　改造社　第1巻上冊(下冊は校正中に刊行中止)